# Rita (film)
Rita è un cortometraggio drammatico del 2009 diretto da Fabio Grassadonia e Antonio Piazza. È un film realizzato dal punto di vista di una persona cieca. Il film ha ricevuto il premio per il miglior cortometraggio al Festival de Cine Italiano de Madrid 2011.

## Trama
Rita è una ragazza cieca. Vive con la madre autoritaria, una donna estremamente protettiva che la tiene chiusa in casa. Ma Rita sogna la libertà, e ha carattere. Vivendo in Sicilia il suo sogno è di potersi recare al mare non lontano da dove abita. La madre però non ne tiene conto, come non prende in considerazione gli altri desideri di Rita.
Un giorno un ragazzo in fuga arriva a casa della giovane. Non è chiaro se il ragazzo esista o se sia frutto dell'immaginazione di Rita. Quest'ultima chiede al ragazzo di portarla al mare, lo segue, e poi gli chiede di insegnarle a nuotare. Nell'acqua, per la prima volta nella sua vita, Rita prova la libertà. Poi il ragazzo sparisce e Rita si ritrova sola a casa – magari è solamente tornata dal suo sogno.
Durante tutto il film sullo schermo si vede solo il viso di Rita. Lo spettatore vorrebbe vedere ciò che si trova attorno a lei – sua madre, il ragazzo, il mare – però non può. Lo spettatore, come la protagonista cieca, è costretto ad ascoltare e immaginare. Percepire le voci, i rumori e ogni tanto il suono della mano della mamma che accarezza il viso della giovane. Le espressioni straordinarie dell'attrice permettono allo spettatore di capirne le emozioni, sentimenti e reazioni, che costituiscono l'essenza del film.

## Riconoscimenti
- 2009 - Bratislava International Film Festival
  - Miglior cortometraggio
- 2009 - Festival Premiers Plans D'Angers
  - Premio Arte per i cortometraggi europei
- 2010 - Arcipelago Film Festival
  - Premio speciale della giuria
- 2010 - Sedicicorto International Film Festival
  - Premio per il miglior cortometraggio
- 2010 - Newport Beach Film Festival
  - Miglior cortometraggio narrativo
- 2011 - Filmfest Dresden
  - Premio della giuria giovani
- 2011 - Festival de Cine Italiano de Madrid
  - Premio per il miglior cortometraggio
- 2011 - Brooklyn Film Festival
  - Miglior cortometraggio internazionale